# Dés de Sicherman
Pour les articles homonymes, voir Sicherman.

Comparaison des tables de sommes de dés normaux (N) et de Sicherman (S) par CMG Lee. Si zéro est autorisé, les dés normaux ont une variante (N') et les dés de Sicherman en ont deux (S' et S"). On peut observer qu'il y a 1 deux, 2 trois, 3 quatre, 4 cinq, 5 six, 6 sept, 5 huit, 4 neuf, 3 dix, 2 onze et 1 douze dans chaque table.

Les dés de Sicherman sont une paire de dés à jouer affichant des nombres entiers différents de ceux de dés ordinaires, mais dont la somme possède néanmoins une loi de probabilité identique.

## Description
Les faces des dés de Sicherman sont numérotées 1, 2, 2, 3, 3 et 4 sur l'un des dés et 1, 3, 4, 5, 6 et 8 sur l'autre. Lors d'un lancer, il est possible de sortir un résultat compris entre 2 et 12 en additionnant les nombres obtenus sur chacun des dés, comme pour une paire de dés classiques, suivant le schéma suivant :
|   | 1 | 2  | 2  | 3  | 3  | 4  |
| 1 | 2 | 3  | 3  | 4  | 4  | 5  |
| 3 | 4 | 5  | 5  | 6  | 6  | 7  |
| 4 | 5 | 6  | 6  | 7  | 7  | 8  |
| 5 | 6 | 7  | 7  | 8  | 8  | 9  |
| 6 | 7 | 8  | 8  | 9  | 9  | 10 |
| 8 | 9 | 10 | 10 | 11 | 11 | 12 |

Les probabilités d'obtenir un tirage particulier sont résumées dans le tableau ci-dessous :
| Total des dés | 2    | 3    | 4    | 5    | 6    | 7    | 8    | 9    | 10   | 11   | 12   |
| Probabilité   | 1⁄36 | 2⁄36 | 3⁄36 | 4⁄36 | 5⁄36 | 6⁄36 | 5⁄36 | 4⁄36 | 3⁄36 | 2⁄36 | 1⁄36 |

Les tirages suivent une distribution triangulaire, de façon identique à une paire de dés classiques, c’est-à-dire que la probabilité d'obtenir un résultat particulier avec les dés de Sicherman est la même qu'avec des dés ordinaires, bien que leur numérotation soit différente.
L'ordonnancement des dés de Sicherman est le seul permettant de reproduire ce comportement avec des nombres entiers positifs. En autorisant des nombres entiers négatifs ou nuls, il en existe une infinité.

## Histoire
L'arrangement de ces dés fut découvert par George Sicherman et décrit par Martin Gardner dans un article du Scientific American de 1978.